# Affaritaliani.it
Affaritaliani.it è un quotidiano italiano online fondato nel 1996, con sede a Milano. La proprietà del giornale è della Uomini e Affari srl.
Sebbene l'intestazione reciti "il primo quotidiano on-line", tale primato appartiene (parzialmente) ad altre testate: prima di Affari Italiani, registrato il 16 aprile 1996, sono stati pubblicati sul Web L'Unione Sarda, come compendio delle notizie più importanti già dal 31 luglio 1994, sebbene si tratti di un quotidiano locale e che nasce come non unicamente on-line, e in particolare, in forma completa e con cadenza giornaliera (ma senza essere un quotidiano generalista), il giornale Punto Informatico, nato sin dal 1995 come BBS e registrato come testata il 7 febbraio 1996.

## Storia
La testata nasce il 16 aprile 1996 con il nome di Affari Italiani da un'idea di Angelo Maria Perrino. All'inizio, la struttura del sito web è molto semplice, e consiste in una lunga home page che riassume le notizie più importanti, con alcune sezioni interattive dove i lettori potevano contribuire con dei commenti. Nel 1997 viene effettuato il primo restyling grafico: quattro sezioni tematiche, con aggiornamento in tempo reale, e l'introduzione di servizi agli utenti, come meteo e oroscopo.
Nel 2003 introduce la possibilità di sottoscrivere un abbonamento per usufruire di sezioni di approfondimento. Questa sperimentazione cessa nel 2005 quando, grazie a una partnership commerciale con Wind, diventa il canale di notizie del portale Libero. Rimarrà nel portale fino al 1º luglio 2008. All'uscita dalla piattaforma di Libero, il sito cambia denominazione e diventa Affaritaliani.it.
Il 14 dicembre 2019, pubblica una videointervista col poeta ed ex militante comunista Franco Loi, intitolata Mussolini ha fatto più di tutti per gli operai. Il video viene rimosso da Facebook e ripubblicato dopo appena 24 ore, risultando uno dei più visti in assoluto nella storia del giornale.
A partire dal 1 maggio il nuovo direttore responsabile è Marco Scotti, che già ricopriva il ruolo di condirettore
Il giornale organizza a Ceglie Messapica la manifestazione La Piazza.

## La Piazza

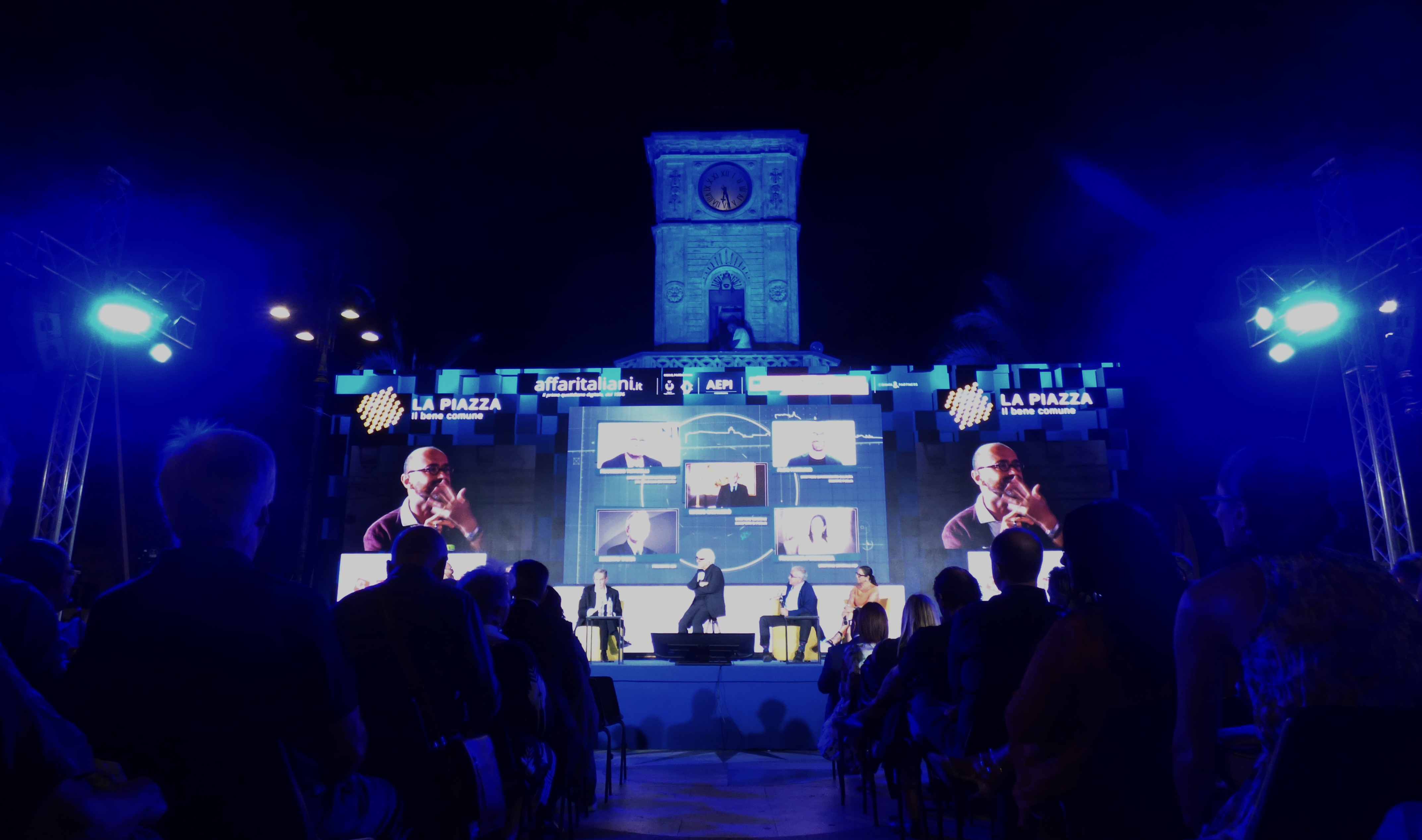
Manifestazione del giornale Affaritaliani.it a Ceglie Messapica

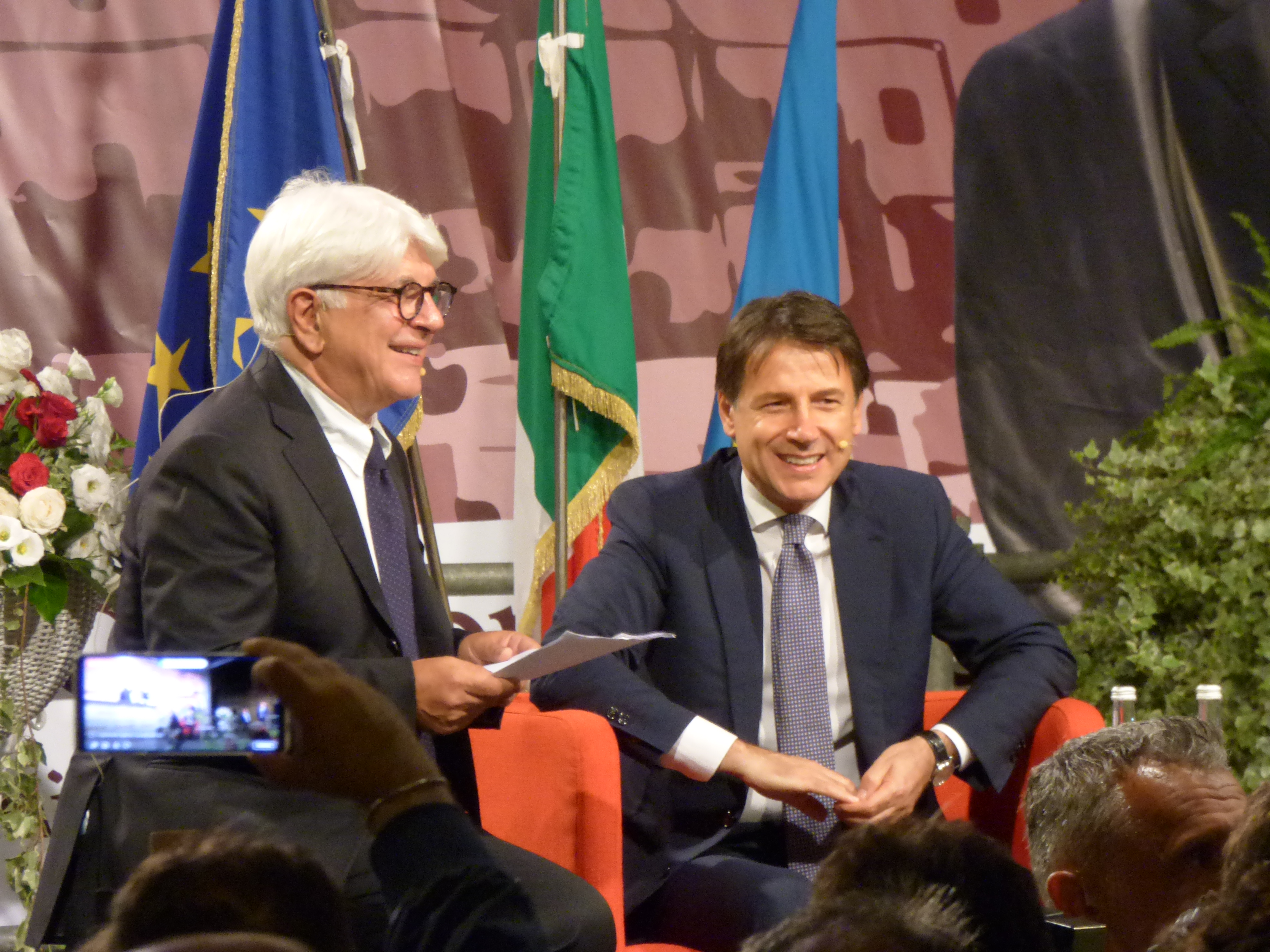
manifestazione della testata affaritaliani.it - Ceglie Messapica I edizione

La manifestazione La Piazza ideata dal Angelo Maria Perrino, che si svolge nella Piazza Plebiscito di Ceglie Messapica, nacque nell'estate 2018, come momento di ritrovo e di dibattito alla fine del periodo delle ferie estive. Parteciparono alla prima edizione vari politici pugliesi e di carattere nazionale che tracciarono un bilancio e si ritrovarono quindi per alcune serate in Largo Ognissanti per dibattere della ripresa dell'attività politica dopo la pausa estiva. Tra partecipanti più di rilievo di quell'edizione il Ministro per il Sud Barbara Lezzi. La prima edizione una volta terminata ebbe un propaggine una settimana dopo, quando in Piazza Plebiscito arrivò a Ceglie il Presidente del Consiglio dei Ministri Giuseppe Conte, nella sua prima uscita pubblica in una piazza, anche grazie all'interessamento di Rocco Casalino, cegliese di origine ed allora portavoce della Presidenza del Consiglio.
La manifestazione, trasferitasi poi nella piazza centrale della cittadina pugliese, Piazza Plebiscito, nel corso degli anni ha accresciuto il suo spessore ed è divenuta un appuntamento fisso della politica nazionale del mese di agosto. Ogni anno infatti si susseguono gli interventi di vari politici italiani, imprenditori, personaggi di spicco e rappresentanti delle parti sociali.

## Struttura
Le sezioni di cui è composto il giornale sono: Politica, Economia, Cronache, Sport, MilanoItalia, Culture/Costume, Mediatech, Entertainment. Oltre a esse, il giornale ha dato vita a due blog tematici: uno di Sport & Entertainment e l'altro di MediaTech & Economy.